# Slang (rör)

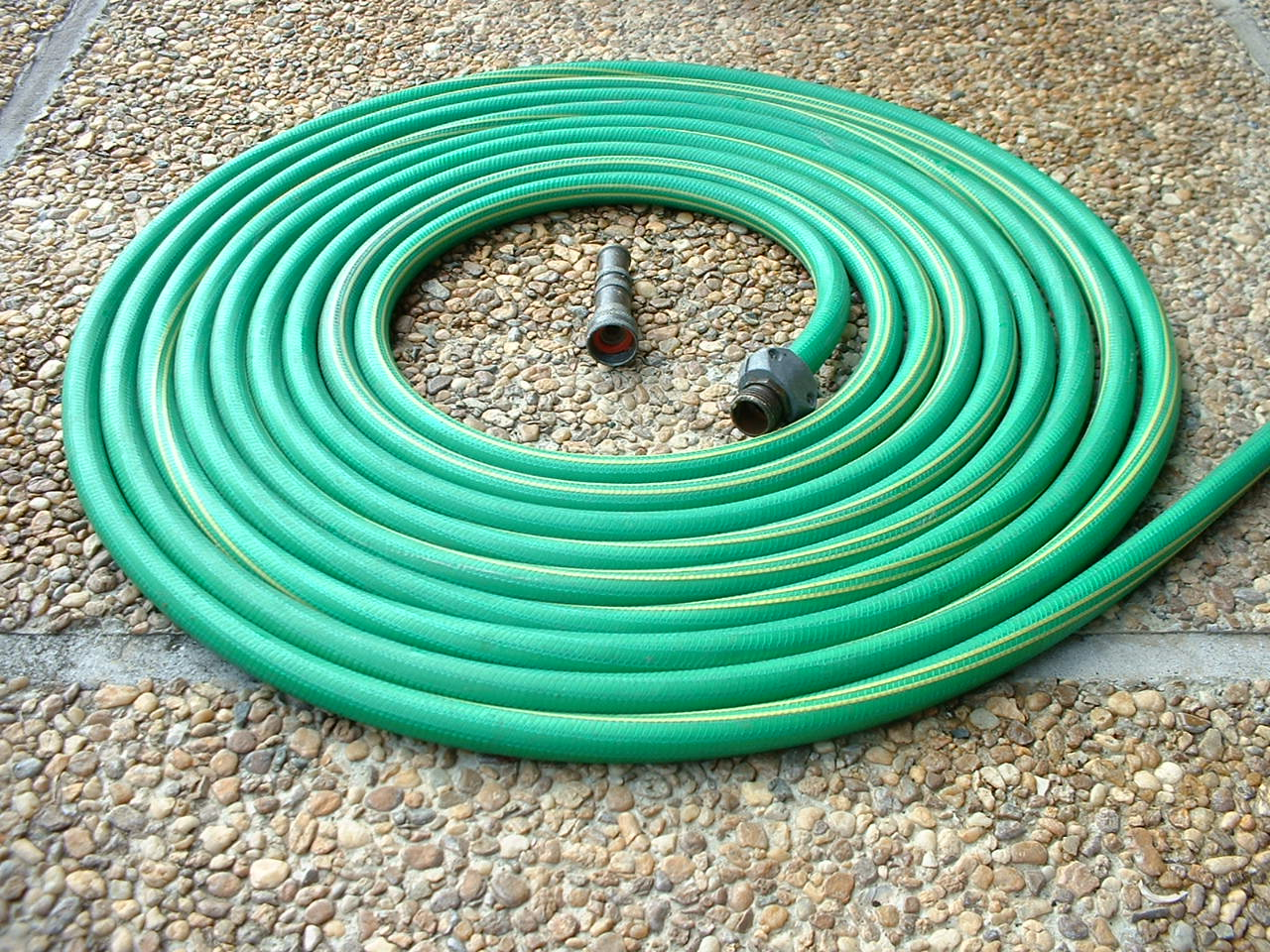
Trädgårdsslang

En slang är ett böjligt rör som främst används för att leda vätskor eller gaser (exempelvis luft) från en plats till en annan. Ett annat användningsområde är att överföra kraft genom pneumatik (tryckluft) eller hydraulik. Man använder även slangars förmåga att hålla tryck. 
Kranar, ventiler och munstycken används för att styra trycket och flödet i slangar. Några typer av slang är skyddsslang, vattenslang, brandslang, tryckluftslang, hydraulslang, cykelslang, duschslang och dammsugarslang.
Slangar används i fordon för att leda vätskor för smörjning, kylning, uppvärmning. Slangar i fordon leder tryck exempelvis i bromssystem. För att sätta ihop slangar används en slangkoppling. För att fästa dem används en slangklämma.
Inom kemi och medicin används slangar för att leda kemikalier och gaser. Slangar kan bestå av olika material, till exempel EPDM, silikon eller nitrilgummi. Valet av material styrs av typ av medium som ska transporteras genom slangen, vid vilket tryck och vilken temperatur detta sker. Slangens material måste väljas så att det passar ihop med det medium som ska transporteras. Innehållet får inte angripa slangmaterialet, och detta får inte menligt påverka det som transporteras i slangen.

## Skyddsslang, olika typer
Solslang eller UV-slang används främst på solanläggningar med syfte att skydda stringkablarna (Tålig mot UV-ljus)

## Vattenslang, olika typer
Trädgårdsslang finns i följande standarddimensioner (måtten anger invändig diameter):
| tum  | mm    |
| ---- | ----- |
| 1/2″ | ca 13 |
| 3/4″ | ca 19 |
| 1″   | ca 25 |

PEM-slang är en slangtyp som bland annat används för kallvattenledningar ovan och under mark utomhus, som sugslang och för konstbevattning. Slangen är tålig och klarar vinter utomhus. Slangen är ofta svart med en blå rand. Måttexempel: (Första måttet anger utvändig diameter, andra måttet tjockleken på slangens vägg. En 90/8,2 mm-slang har alltså en invändig diameter på 73,6 mm).
| Dy (mm) | t (mm) |
| ------- | ------ |
| 16      | 2      |
| 20      | 2      |
| 25      | 2,3    |
| 32      | 2,9    |
| 40      | 3,7    |
| 50      | 4,6    |
| 63      | 5,8    |
| 75      | 6,8    |
| 90      | 8,2    |

De vanligaste dimensionerna hos brandslang är 42 mm (tidigare 38 mm eller 1,5 tum) respektive 76 mm (3 tum), men även 51, 63, 110 och 150 mm förekommer. Dessutom används formstyv slang, oftast 19 eller 25 mm.

## Luftslang, olika typer
Luftslang används vid dykning. 
Tryckluftslang används bland annat vid arbete med tryckluftverktyg.

## Gasolslang
Gasolslang används för anslutning av en gasolflaska till förbrukningsstället. Den är orange till färgen. Finns i många utföranden och kvalitetsklasser.
En typisk tillämpning är i husvagnar och båtar.
Materialet i denna slangtyp är av speciellt slag, som går ihop med gasol, d.v.s. insidan ska tåla propan och butan, och utsidan ska tåla omgivningsmiljön. Ett vanligt material för insidan är nitrilgummi (NBR/(H)SBR, och för utsidan EPDM (SBR/NR).  Gummi duger inte. För att undvika förväxling med andra slangtyper är gängade anslutningsdon för gasoländamål vänstergängade. I äldre utrustningar kan högergängning förekomma.
Ytterhöljet kan vara av olika slag. Den enklaste sorten är känslig för UV-ljus, och åldras därför snabbare i solbelysning än  om den hålls i skugga. UV-tåliga sorter finns. Enkla sorter kan även vara känsliga för olja, men oljehållfasta typer finns också att få.
Högsta tillåtna användningstemperatur ligger inom området 60 °C…100 °C. Standardkvaliteter tål inte särskilt kall miljö, men specialtyper finns, som kan användas ner till –30 °C.
Gasolslang för användning i Sverige och andra länder med liknande klimat ska på upprepade ställen längs hela slangen vara märkt med följande text:
- –30 °C
- Tillverkningsår
- Den norm som slangen uppfyller, t.ex. SS-EN ISO 3821 (F d EN 589)

Gasolslang finns i två huvudtyper:
- För höga tryck för anslutning direkt på gasolflaskan. Vanligt arbetstryck är 2 MPa med en säkerhetsfaktor på 3. Det innebär att slangen ska tåla upp till 6 MPa, innan den sprängs, sprängtrycket. För att slangen ska tåla så högt tryck är den armerad med vanligtvis två lager ingjutna omspinningar, exempelvis av polyester. Det förekommer även gasolslang med yttre armering i form av en ståltrådstrumpa. I det fallet syns ingen orange färg.
- För låga tryck som används för anslutning av många handhållna förbrukningsändamål, t.ex. lödbrännare, är arbetstrycket vanligen max 30 Pa. Sådan slang måste föregås av en tryckreduceringsventil, innan den ansluts till gasolflaskan.

Föreskrifter för användning av gasolslang i Sverige utfärdades ursprungligen av Sprängämnesinspektionen, men sedan den lades ner 2001 övergick dess arbetsuppgifter först till Räddningsverket, som i sin tur 2009 fusionerades med Myndigheten för samhällsskydd och beredskap, MSB.